# Paus Benedictus IX
Benedictus IX, geboren als Theophylactus III van Tusculum (Rome, circa 1012 - Grottaferrata, mogelijk 1055, 1065 of 1085) was paus van 1032 tot 1044, van 1045 tot 1046 en van 1047 tot 1048. Hij was de jongste paus ooit. Hij was mogelijk 12 jaar toen hij voor de eerste maal paus werd, volgens andere bronnen 18 jaar of ouder. Zijn vader Alberich zou het Petrusambt na de dood van paus Johannes XIX voor zijn zoon door simonie verkregen hebben in 1032/33. Keizer Koenraad II erkende Benedictus IX als rechtmatig verkozen paus.

## Biografie
De levenswandel van Benedictus is niet bijzonder stichtelijk geweest. In september 1044 werd hij door de bevolking van Rome verdreven zodat zijn broer graaf Gregorius II van Tusculum hem ter hulp moest komen en de orde herstellen. In januari 1045 werd Johannes van Sabina tot paus Silvester III uitgeroepen, maar in maart had Benedictus IX alweer vaste voet in Rome. Silvester III werd naar zijn oorspronkelijke bisschopszetel in Sabina verdreven. Blijkbaar kon Benedictus IX de orde desondanks niet meer herstellen, zodat hij besloot zijn ambt op 1 mei 1045 voor (1000 tot 2000 pond) zilver te verkopen aan zijn peetoom Gregorius VI en daarmee voor de tweede keer paus-af te zijn.
Medio 1045 liepen er in Italië dus drie pausen rond. Onder inwerking van de hervormingsbeweging van Cluny, die in de 11e eeuw pleitte tegen simonie en nicolaïsme (afwijzing van het priestercelibaat) besloot Hendrik III, sinds 1046 keizer, schoon schip te maken. Onder zijn aanwijzingen kwam de Synode van Sutri op 20 december 1046 in Sutri bijeen, waar de pausen Silvester III en Gregorius VI beiden werden afgezet. Op de vervolgzitting van 23 en 24 december in Rome werd ten slotte ook Benedictus IX afgezet. Op de synode werd Hendrik III het privilege toegekend om kandidaten te benoemen. De afzetting van Benedictus IX werd onmiddellijk gevolgd door de benoeming van paus Clemens II. Een dag later kroonde de nieuwe paus Hendrik III en zijn echtgenote Agnes van Poitou tot keizer en keizerin.
Na de dood van Clemens II op 9 oktober 1047 trok Benedictus IX met de hulp van markgraaf Bonifatius III van Toscane Rome binnen en verklaarde zich tot rechtmatige paus. Het ingrijpen van keizer Hendrik III door de benoeming van Poppo van Brixen tot paus (Damasus II) had in eerste instantie geen gevolg, omdat Poppo er niet in slaagde Rome binnen te trekken. Om de dreiging van een keizerlijke veldtocht tegen de markgraaf van Tuscië af te wenden, moest Bonifatius Poppo van Brixen naar Rome brengen. Op 16 juli 1048 trok Damasus II Rome binnen. Daarop was Benedictus IX zijn ambt (voor de derde keer sinds 1044) kwijt.
Onduidelijk is waarom hij in 1048 besloot van de pauselijke troon af te zien. Gespeculeerd wordt dat hij geld zou hebben gekregen. Andere bronnen beweren dat hij uit schaamte voor zijn losbandige leven afstand van het pausdom deed. Hij trok zich uiteindelijk in een klooster terug.
- Biblioteca Nacional de España: XX1304920
- Gemeinsame Normdatei: 11850889X
- International Standard Name Identifier: 0000 0000 4367 2457
- Library of Congress Control Number: nb2007019510
- Nationale Bibliotheek van Israël: 987007397421005171
- Nationale Bibliotheek van Polen: a0000002738656
- Virtual International Authority File: 38903730
- WorldCat: E39PCjwYTFVXBg3vMVqTRmVQYK

Cursief: tegenpaus